# Triglops forficatus
Triglops forficatus és una espècie de peix pertanyent a la família dels còtids.

## Descripció
- El mascle fa 25 cm de llargària màxima i la femella 27,5.[6][7]

## Depredadors
A Rússia és depredat per Bathyraja aleutica.

## Hàbitat
És un peix marí, demersal i de clima temperat que viu entre 20 i 470 m de fondària.

## Distribució geogràfica
Es troba al Pacífic nord: des del nord de les illes Kurils fins al mar de Bering i el Golf d'Alaska.

## Observacions
És inofensiu per als humans.